# Jersleben
Jersleben is een plaats in de Duitse gemeente Niedere Börde, deelstaat Saksen-Anhalt, en telt 614 inwoners (2007).